# Hieracium busambarense
Hieracium busambarense es una especie de planta con flor del género Hieracium, de la familia Asteraceae, orden Asterales.

## Distribución
Hieracium busambarense se distribuye por Sicilia.

## Taxonomía
Fue descrita científicamente por Caldarella, Gianguzzi & Gottschl. Fue publicada en Pl. Biosystems 148: 439 (2013).